# Diplazium squamuligerum
Diplazium squamuligerum är en majbräkenväxtart som först beskrevs av Eduard Rosenstock och som fick sitt nu gällande namn av Barbara S. Parris.
Diplazium squamuligerum ingår i släktet Diplazium och familjen Athyriaceae. Inga underarter finns listade i Catalogue of Life.